# Тилман, Бенджамин Чу
Бенджамин Чу Тилман (Тильгман, англ. Benjamin Chew Tilghman, (26 октября 1821 года, Филадельфия — 4 июля 1901 года, Филадельфия) — американский военный и изобретатель английского происхождения. Самое знаменитое изобретение — процесс пескоструйной очистки/обработки или бластинг. По легенде, идея этого изобретения к нему пришла, когда он, будучи генералом, увидел, как песок в пустыне под действием ветра оставляет следы на стекле. Также Тилман в 1867 году изобрёл процесс делингификации древесины водными растворами гидросульфита кальция в кислой среде — сульфитную варку.

## Семья, ранние годы
Третий ребёнок Бенджамина и Анны Марии (МакМартии). Его отец был сыном британского судового хирурга Ричарда Тилмана (Richard Tilghman). Тилман учился в Бристольском колледже, а позже в Университете Пенсильвании, где получил высшее образование в 1839 году.

## Гражданская война
В течение Гражданской войны Бенджамин Чу Тилман служил на стороне Союза, сначала как командующий 29-й Пехотой Добровольцев от штата Пенсильвания в чине полковника, затем как командующий 3-й Армией Соединённых Штатов. 13 апреля 1865 года ему был присвоен внеочередной чин бригадного генерала.

## Изобретение метода пескоструйной очистки

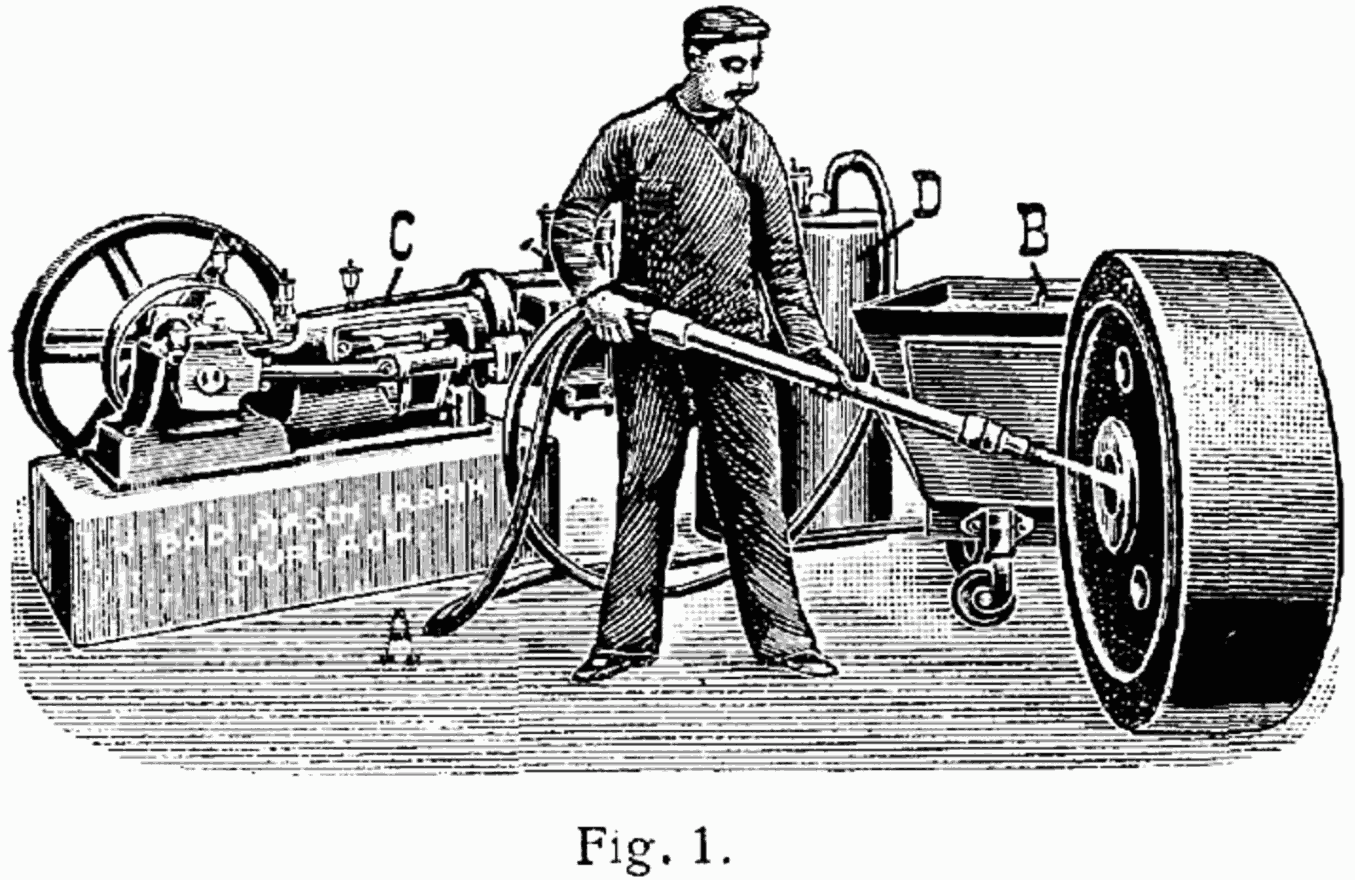
Пескоструйная очистка

Приблизительно в 1870 году он изобрёл процесс пескоструйной очистки и получил патент в США. По преданию, в бытность Тилмана генералом, он наблюдал в пустыне эффект бьющего по оконному стеклу песка под воздействием ветра. Песок гравировал незащищённое стекло, что контрастировало с частями, которые были прикрыты ставнями.

## Предпринимательская деятельность
В 1870 году Тилман получил патент в Великобритании. Позже, совместно с братом он организовал компанию в Филадельфии. Приблизительно в 1879 году, Бенджамин переехал в Лондон, где организовал новую компанию, Tilghman’s Patent Sand Blast Co. Эта компания использовала один из его патентованных методов для заточки рашпилей и напильников. Затем он переехал из Лондона в Шеффилд — центр сталелитейного производства в Англии, а позже переместился в Altrincham (Северо-Запад Англии) в Чешире.
Последняя основанная Бенджамином Чу Тилманом компания Wheelabrator Tilghman процветает и по сей день.
Похоронен на кладбище Церкви St. James-the-Less Episcopal Church в Филадельфии.

## Награды
- Медаль Эллиота Крессона (1875)

## Известные патенты
- U.S. Patent 104,408 — пескоструйная очистка (1870)
- U.S. Patent 133,501
- U.S. Patent 174,167
- U.S. Patent 187,239 — производство стальной дроби (1872)
- U.S. Patent 252,279 — рашпиль (1877)
- U.S. Patent 446,988
- U.S. Patent RE7,499
- Патент UK no. 2147 (1870) — пескоструйная очистка
- Патент UK no. 2900 (1870) — дробемет
- Патент UK no. 13,510 (1885) — рашпиль и напильник